# Fox Sports International (Holanda)
Fox Sports International foi um serviço de televisão premium na Holanda, de propriedade da Eredivisie Media & Marketing CV (no qual o Fox Networks Group Benelux tinha 51% de participação e clubes de futebol juntamente com a Endemol 49%) e lançado em 17 de agosto de 2013.
O serviço continha três canais que cobriam várias ligas de futebol europeias e tênis ao vivo do ATP World Tour e WTA Tour.

## Canais
- Fox Sports 4
- Fox Sports 5
- Fox Sports 6

## Cobertura
- Liga Europa da UEFA - Da fase de grupos até as quartas de final: 4 partidas AO VIVO (2 às 19h e 2 às 21h). A partir das quartas de final: todas as partidas AO VIVO (Excluindo as partidas transmitidas pela RTL 7, exceto a final)
- Copa Libertadores da América
- Copa Sul-Americana
- Bundesliga
- Taça de Portugal - Somente a final ao vivo
- Copa del Rey - Somente a final ao vivo
- Copa da França - Somente a final ao vivo
- Copa da Escócia - Somente a final ao vivo
- Copa América - Todas as partidas ao vivo
- Copa Ouro da CONCACAF - Todas as partidas ao vivo
- Campeonato Africano das Nações - Todas as partidas ao vivo
- NFL
- NHL
- MLB
- UFC
- ATP Masters 1000
- ATP 500
- ATP 250
- ATP Finals
- WTA